# 叶海亚·乌尔德·艾哈迈德·瓦格夫
叶海亚·乌尔德·艾哈迈德·瓦格夫（‎，1960年—），毛里塔尼亚政治人物，2008年5月就任总理，但在同年8月发生的军事政变中被废黜。